# Juillet 1844

## Événements
- Louis Bonaparte publie De l'extinction du paupérisme.
- Gobineau se vante de collaborer à la Revue de Paris qui lui prend des articles à mesure qu'il en peut faire… Il va écrire dans Le Commerce qui appartient en partie à Tocqueville.

- 3 juillet : traité de commerce de Wanghia entre les États-Unis (Caleb Cushing) et la Chine (Qiying).

- 5 juillet, France : loi sur les brevets d'invention.

- 7 juillet, France : loi d'établissement du chemin de fer de Montpellier à Nîmes.

- 8 juillet : le chef māori Hone Heke abat le mat de l'Union Jack. Début d'un soulèvement infructueux des Māori contre le Royaume-Uni en Nouvelle-Zélande (Flagstaff War, fin en 1848).

- 19 juillet : Bank Charter Act. La Banque d'Angleterre reçoit le monopole de l’émission de billets. Le Currency Principle Act l’oblige à conserver une encaisse-or correspondant au tiers de la masse de billets en circulation. Par sa stabilité, la livre sterling suscite la confiance et devient une monnaie internationale, tandis que Londres s’impose comme le premier marché de l’or et la première place financière mondiale.

- 25 juillet (Italie) : échec d’une tentative insurrectionnelle des frères Bandiera à Cosenza en Calabre, initiative déconseillée par Mazzini. Les échecs achèvent de discréditer Mazzini, qui se trouve contesté sur sa droite et sur sa gauche par des hommes comme Nicola Fabrizi, Luigi Carlo Farini ou Ricciardi.

- 26 juillet, France :
  - loi d'établissement du chemin de fer de Paris à la frontière d'Espagne (entre Tours et Bordeaux);
  - loi d'établissement du chemin de fer de Paris à la Méditerranée par Lyon (entre Paris et Dijon, Chalon et Lyon);
  - loi d'établissement du chemin de fer de Paris sur l'Océan (par Tours et Nantes);
  - loi d'établissement du chemin de fer de Paris sur l'ouest de la France (par Chartres, Laval et Rennes);
  - loi d'établissement du chemin de fer de Paris sur l'Angleterre et la frontière de Belgique (par Calais, Dunkerque et Boulogne);
  - loi d'établissement du chemin de fer d'Orléans à Vierzon et de Vierzon à Bourges;
  - loi d'établissement du chemin de fer de Paris sur le centre de la France vers Châteauroux et Limoges (par Bourges et Clermont).

- 28 juillet : mort de Joseph Bonaparte, ancien roi de Naples, protecteur de Léopold Hugo.

## Naissances
- 11 juillet : Henri Allouard, peintre et sculpteur français († 11 août 1929).
- 13 juillet : Henri-Dominique Roszczewski, peintre français († 23 février 1931).

## Décès
- 27 juillet : John Dalton (né en 1766), chimiste et physicien britannique.